# Font oral
Font oral és la font documental que no està fixada en un escrit o suport, però que pot utilitzar-se per la reconstrucció de la història.
Gairebé la totalitat dels éssers humans d'arreu del món han estat analfabets al llarg de les èpoques històriques, limitant-se l'ús de l'escriptura a minories cultes, com el clergat o els escribes. A Europa i Amèrica, la invenció de la Impremta i la Reforma protestant (que insistia en el valor de la lectura de la Bíblia per la salvació) van estimular l'alfabetització a partir del segle xvi, malgrat no va ser general fins a l'escolarització obligatòria en el segle xx. Per tant, en ser la comunicació oral la més utilitzada, el seu valor és excepcional, sobretot per la reconstrucció de la història social.
Arran del romanticisme del segle xix, la investigació del folklore es basava en la recopilació de tota mena de fonts orals (per exemple, a Alemanya, els contes dels Germans Grimm).

## Classificació
Les fonts orals poden classificar-se en:
- Testimonials, alhora dividits en: 
  - Directa, un testimoni presencial explica les seves vivències dels fets.
  - Indirecta, algú explica el que una altra persona li ha dit.
- Tradicions orals en els que l'origen dels fets han sobreviscut passant de generació en generació.
  - Refranys (gnòmica popular)
  - Cançons (lírica popular)
  - Contes
  - Llegendes (narracions de fets memorables)
  - Mites (vinculats a les religions antigues, però també als orígens dels pobles)
  - històries familiars.

## Vegeu
- Font documental
- Font escrita
- Font arqueològica
- Historiografia